# Józef Kamiński (administrator diecezji mińskiej)
Józef Kamiński – proboszcz parafii w Iwieńcu w pierwszej połowie XIX wieku. Pełnił funkcję kantora przy katedrze mińskiej. Administrował diecezją mińską w latach 1824-1827.